# Edward Boscawen (1er comte de Falmouth)
Edward Boscawen, 1er comte de Falmouth (10 mai 1787 - 29 décembre 1841), connu sous le nom de vicomte Falmouth entre 1808 et 1821, est un pair et un homme politique britannique.

## Biographie
Il est le fils de George Boscawen (3e vicomte Falmouth) et Elizabeth Anne, fille unique de John Crewe. Il fait ses études au Collège d'Eton et sert brièvement comme enseigne dans les Coldstream Guards.
Aux élections générales de 1807, il est élu député de Truro, comme conservateur, la veille de son vingtième anniversaire. À la mort de son père l'année suivante, il démissionne de son siège et de son poste d'Officier et prend sa place à la Chambre des lords. En 1821, lors du couronnement de George IV, il est créé comte de Falmouth.
En tant que membre de la faction ultra-conservatrice, il est farouchement opposé à la réforme parlementaire et à l'émancipation des catholiques. En 1829, il joue le rôle de second de Lord Winchilsea dans son célèbre duel avec le duc de Wellington sur ce dernier sujet. Il a toujours dit qu'il a persuadé Winchelsea de tirer en l'air, et il avait préparé des excuses que Wellington accepta .
Il est le dernier enregistreur de Truro et l'auteur d'une brochure sur les tribunaux stannaires .

## Famille
Lord Falmouth est marié à Anne Frances, fille aînée de Henry Bankes, de Kingston Lacy, Dorset le 27 août 1810. Il meurt à Tregothnan en décembre 1841, à l'âge de 54 ans, et est remplacé par son fils unique, George Boscawen (2e comte de Falmouth) .